# Scott Spencer
Scott Spencer (Washington D. C., 1 de septiembre de 1945) es un escritor, columnista y guionista estadounidense.

## Carrera
Nacido en Washington D. C., Spencer trabajó como columnista para varios medios impresos en su país. También escribió el guion para el filme de 1993 Father Hood. Dos de sus novelas, Endless Love y Waking the Dead, han sido llevadas al cine. La primera fue adaptada por Franco Zeffirelli en 1981 y por Shana Feste en 2014; por su parte, la adaptación de Waking the Dead fue producida por Jodie Foster y dirigida por Keith Gordon en el año 2000. Spencer ha criticado duramente ambas adaptaciones de Endless Love.
Sus novelas A Ship Made of Paper y Endless Love lograron nominaciones para el Premio Nacional del Libro. Para sus libros de terror Breed y Brood, de 2012 y 2014 respectivamente, el escritor utilizó el pseudónimo de Chase Novak. Su novela más reciente es An Ocean Without a Shore, publicada en 2020.